# رابی اسمیت
رابی اسمیت (انگلیسی: Robby Smith؛ زادهٔ ۳۰ ژانویهٔ ۱۹۸۷) کشتی‌گیر اهل ایالات متحده آمریکا است. 
وی در المپیک ۲۰۱۶ ریو در وزن ۱۳۰ کیلو حاضر بود که در مسابقه اول از صباح شریعتی کشتی گیر ایرانی‌الاصل آذربایجان شکست خورد و با توجه به شکست این کشتی گیر در دور بعد، از دور رقابت ها کنار رفت.